# Lacq (Lacq)
Lacq ist eine ehemalige französische Gemeinde mit 734 Einwohnern (Stand 1. Januar 2022) im Département Pyrénées-Atlantiques in der Region Nouvelle-Aquitaine. Sie gehörte zum Arrondissement Pau. Die Bewohner werden Lacquois und Lacquoises genannt.
Der Erlass des Präfekten vom 7. November 2023 legte mit Wirkung zum 1. Januar 2024 die Eingliederung von Lacq als Commune déléguée zusammen mit der früheren Gemeinde Urdès zur neuen, gleichnamigen Commune nouvelle Lacq fest.

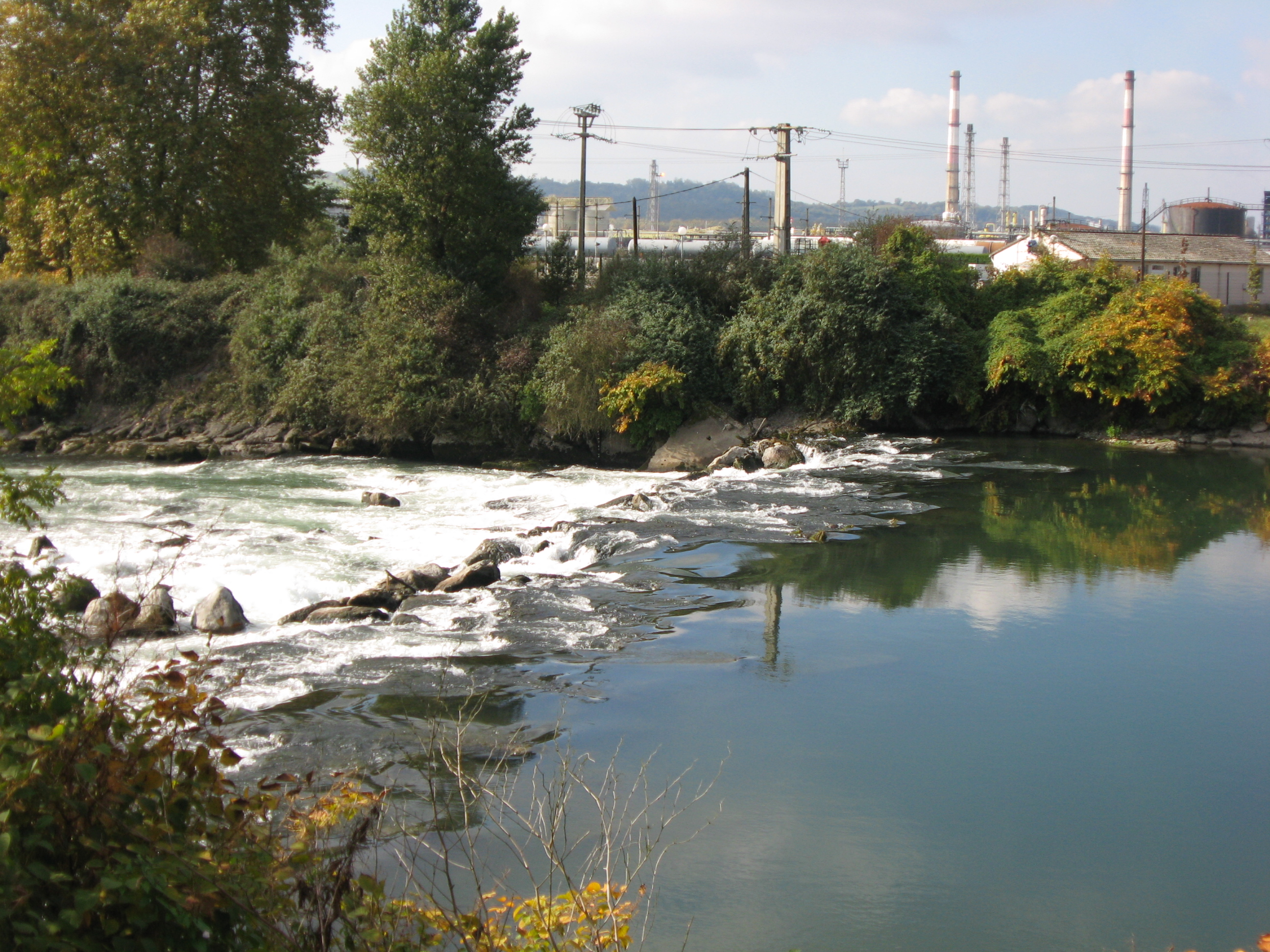
Der Gave de Pau bei Lacq

## Geografie
Lacq liegt auf dem Nordufer des Gave de Pau, in den hier seine Zuflüsse Laulouze und Agle einmünden, im Norden der historischen Provinz Béarn in einer Höhe von ca. 115 m. Die Städte Pau und Orthez liegen etwa 25 Kilometer (Fahrtstrecke) südöstlich bzw. etwa 18 Kilometer nordwestlich.
Umgeben wird Lacq von den Nachbargemeinden und der Commune déléguée:
| Arthez-de-Béarn |                                             | Urdès (Commune déléguée) |
| Mont            | Kompassrose, die auf Nachbargemeinden zeigt | Serres-Sainte-Marie      |
|                 | Abidos Os-Marsillon                         | Artix                    |

## Geschichte
Die ältesten Spuren menschlicher Präsenz sind Kreise und Hügelgräber (tumuli). Es ist davon auszugehen, dass die Hügel von Völkern errichtet wurden, die im Sommer zwischen den Pyrenäen und im Winter in den Tälern des Gave und seiner Nebenflüsse wanderten oder nomadisierten. Die einfache Route entlang des Lo Cami salié (der Salzroute), die vor den Überschwemmungen und den Strömungen des Gave geschützt ist, machte diesen Weg zu einer bemerkenswerten Route. In der Nähe könnten die Vorgebirge des Plateaus, die das Gave-Tal dominieren, „versperrende Felsvorsprünge“ (Vorsprung eines Reliefs, durchschnitten durch eine Schanze zur Schaffung eines Lebensraums) darstellen, sofern sie mit einem Graben und Böschungen erschlossen wurden und so zu Verteidigungsorte sicheren Rastplätzen wurden.
Beim Lo Cami salié handelt sich um eine Salzroute von Ost nach West, eine wichtige Handelsroute, ein Fragment eines sehr alten prähistorischen Weges entlang der Pyrenäen, der von Pau nach Salies-de-Béarn führt. Diese alte Salzroute, die bereits 1500 v. Chr. dokumentiert wurde, wurde noch im 15. Jahrhundert von Karawanen genutzt, die die Salzpfannen in den Pyrenäen ausschöpften.
Der ursprüngliche Kern von Lacq entstand wahrscheinlich in der Nähe der heutigen Kirche. Davon zeugen gallorömische Überreste, eine Villa und eine merowingische Kapelle.
Der Name Lacq stammt sicherlich nicht von einem See, der nie existierte, sondern möglicherweise vom spätlateinischen „laka“, das ein Brunnenbecken bezeichnen kann. Am Fuße des Viertels St. Faust befand sich jedoch bis ins 20. Jahrhundert ein bekannter Brunnen.
Die Ursprünge des Namens von Audéjos, früher Audeyos genannt, sind nur Hypothesen, nämlich die Erklärung von M. Grosclaude: au dejus=au desous (in Bezug auf die Hügel von Arthez-de-Béarn) oder aber eine Ableitung eines Personennamens: Aldius oder Aldenos.
Lacq, unter der Gerichtsbarkeit der Vogtei Pau, war im Mittelalter ein wichtiges Dorf im Béarn. Es hatte 54 Haushalte und war eines der wenigen Dörfer in der Region, das 1385 eine Schule und eine Fähre zur Überquerung des Gave besaß.
Im 17. und 18. Jahrhundert waren die Larroques und dann die Marrenx-sus bis zur Französischen Revolution Seigneurs von Lacq. Als die Familie Marrenx Mitte des 19. Jahrhunderts ausstarb, wurde das Schloss Lacq von der Familie Lestapis erworben.
Das ursprünglich mit vier Türmen geschmückte Schloss Gayrosse in Audéjos wurde 1743 durch einen Brand teilweise zerstört und anschließend mit seinem einzigen verbliebenen Turm wieder aufgebaut.
Im Jahr 1808 nahm Napoleon Bonaparte die Route Bayonne-Pau über Lacq. Als er im Dorf ankam, beschloss er, dort ein „Picknick“ zu machen.
Die Einführung der Eisenbahn in den Jahren 1862–1863 revolutionierte die Gewohnheiten der Einwohner, die eine neue Art des Gütertransports und der Fortbewegung entdeckten. Im 20. Jahrhundert wurden die Dörfer Lacq und Audéjos von zwei Kriegen heimgesucht.
Die Zwischenkriegszeit war eine schwierige Zeit mit den einzigen Elementen des Fortschritts, der Elektrifizierung der Eisenbahn und der Wohnhäuser in den 1930er Jahren und dem Bau der Hängebrücke über den Gave im Jahr 1937. Dieses für die damalige Zeit sehr moderne Bauwerk ersetzte eine heruntergekommene und gefährliche Holzbrücke.

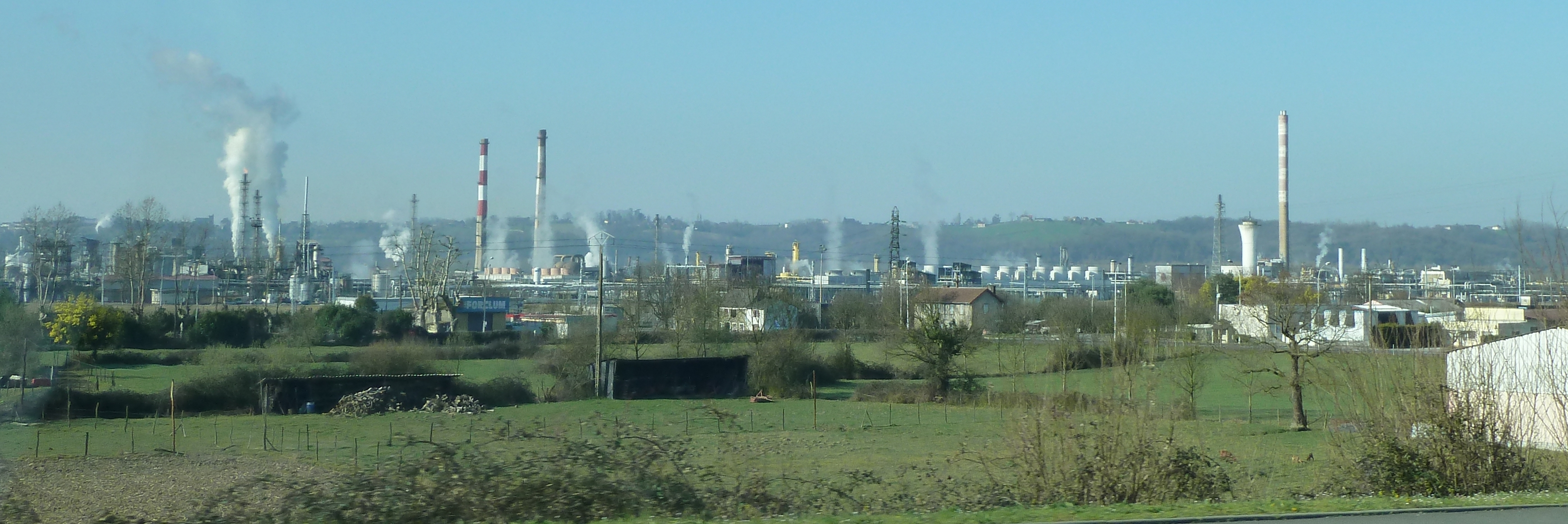
Industriekomplex

Heute ist Lacq vor allem für den Reichtum seines Untergrunds bekannt. Der Ort befindet sich im Zentrum eines wichtigen Industriekomplexes seit der Entdeckung von Erdöl im Jahr 1949 und Erdgasvorkommen im Jahr 1951 in einer Tiefe von mehr als 3500 Metern durch die SNPA (Société Nationale des Pétroles d’Aquitaine), was zur Produktion von Gas im Jahr 1953 führte. Im Jahr 1957 ermöglichte die Anlage von 32 Bohrlöchern und die Errichtung eines Industriekomplexes die Inbetriebnahme und wurde zu einem weltbekannten Standort für Schwefelchemie und Gasförderung. Die Lagerstätte erstreckte sich über 225 Hektar. Das Lacq-Becken mit seiner Landschaft des Béarn, die bisher hauptsächlich landwirtschaftlich genutzt wurde, wurde zerstört und wurde zum „Texas béarnais“. Die industrielle Entwicklung von Lacq führte zur Entstehung von „Mourenx Ville Nouvelle“, einer Wohnstadt und Beispiel moderner Stadtplanung.
Im Jahre 1972 wurde Audéjos nach Lacq eingemeindet.

## Bevölkerungsentwicklung

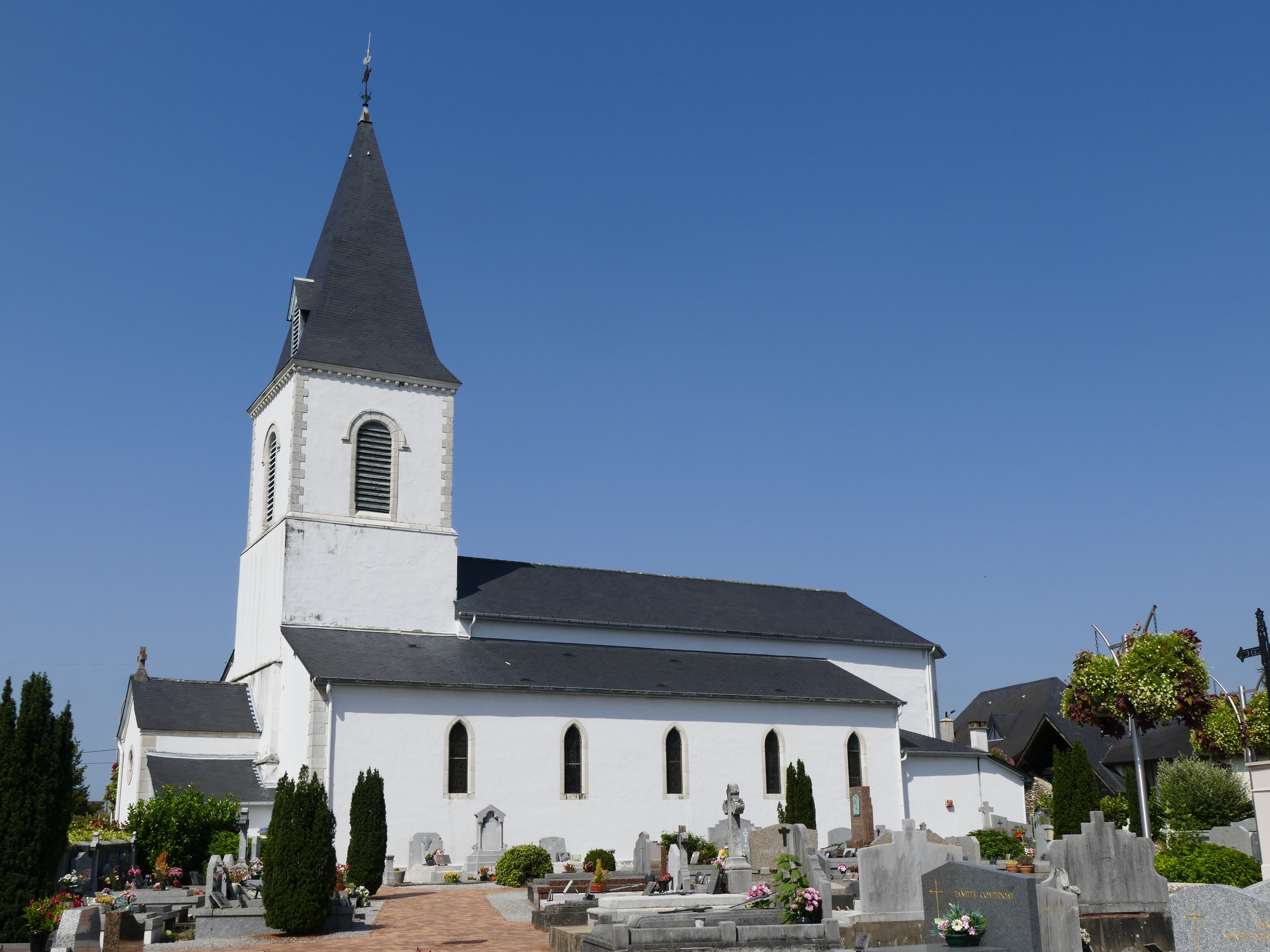
Pfarrkirche Saint-Martin

| Lacq: Einwohnerzahlen von 1793 bis 2021                                                                                    | Lacq: Einwohnerzahlen von 1793 bis 2021 | Lacq: Einwohnerzahlen von 1793 bis 2021 | Lacq: Einwohnerzahlen von 1793 bis 2021 | Lacq: Einwohnerzahlen von 1793 bis 2021 |
| --- | --------------------------------------- | --------------------------------------- | --------------------------------------- | --------------------------------------- |
| Jahr |                                         |                                         |                                         | Einwohner                               |
| 1793 | 1793                                    |                                         | 610                                     | 610                                     |
| 1800 | 1800                                    |                                         | 531                                     | 531                                     |
| 1806 | 1806                                    |                                         | 531                                     | 531                                     |
| 1821 | 1821                                    |                                         | 700                                     | 700                                     |
| 1831 | 1831                                    |                                         | 635                                     | 635                                     |
| 1836 | 1836                                    |                                         | 628                                     | 628                                     |
| 1841 | 1841                                    |                                         | 659                                     | 659                                     |
| 1846 | 1846                                    |                                         | 686                                     | 686                                     |
| 1851 | 1851                                    |                                         | 661                                     | 661                                     |
| 1856 | 1856                                    |                                         | 684                                     | 684                                     |
| 1861 | 1861                                    |                                         | 614                                     | 614                                     |
| 1866 | 1866                                    |                                         | 624                                     | 624                                     |
| 1872 | 1872                                    |                                         | 594                                     | 594                                     |
| 1876 | 1876                                    |                                         | 620                                     | 620                                     |
| 1881 | 1881                                    |                                         | 650                                     | 650                                     |
| 1886 | 1886                                    |                                         | 652                                     | 652                                     |
| 1891 | 1891                                    |                                         | 612                                     | 612                                     |
| 1896 | 1896                                    |                                         | 606                                     | 606                                     |
| 1901 | 1901                                    |                                         | 550                                     | 550                                     |
| 1906 | 1906                                    |                                         | 545                                     | 545                                     |
| 1911 | 1911                                    |                                         | 511                                     | 511                                     |
| 1921 | 1921                                    |                                         | 475                                     | 475                                     |
| 1926 | 1926                                    |                                         | 506                                     | 506                                     |
| 1931 | 1931                                    |                                         | 488                                     | 488                                     |
| 1936 | 1936                                    |                                         | 432                                     | 432                                     |
| 1946 | 1946                                    |                                         | 406                                     | 406                                     |
| 1954 | 1954                                    |                                         | 442                                     | 442                                     |
| 1962 | 1962                                    |                                         | 700                                     | 700                                     |
| 1968 | 1968                                    |                                         | 702                                     | 702                                     |
| 1975 | 1975                                    |                                         | 748                                     | 748                                     |
| 1982 | 1982                                    |                                         | 711                                     | 711                                     |
| 1990 | 1990                                    |                                         | 657                                     | 657                                     |
| 1999 | 1999                                    |                                         | 658                                     | 658                                     |
| 2006 | 2006                                    |                                         | 695                                     | 695                                     |
| 2013 | 2013                                    |                                         | 725                                     | 725                                     |
| 2021 | 2021                                    |                                         | 731                                     | 731                                     |
| Quelle(n): EHESS/Cassini bis 1999, INSEE ab 2006 Anmerkung(en): Ab 1962 offizielle Zahlen ohne Einwohner mit Zweitwohnsitz |                                         |                                         |                                         |                                         |

## Sehenswürdigkeiten
- Pfarrkirche Saint-Martin aus dem Ende des 19. Jahrhunderts
- Pfarrkirche Saint-Vincent-Diacre in Audéjos, 1905 errichtet